# Paragongylopus plaumanni
Paragongylopus plaumanni är en insektsart som beskrevs av Oliver Zompro 2000. Paragongylopus plaumanni ingår i släktet Paragongylopus och familjen Diapheromeridae. Inga underarter finns listade i Catalogue of Life.